# Лирическа миниатюра
Лирическата миниатюра e кратка поетическа форма, в която се изобразява най-често природна картина и чрез нея се изразява чувство. Наситена е с многозначност. Пример за лирическа миниатюра е творбата на Пенчо Славейков – „Спи езерото“, включена в стихосбирката „Сън за щастие“.